# 环境DNA
环境DNA（英語：Environmental DNA / eDNA）是指从土壤、海水、雪或空气等各种环境样本中采集的DNA ，而不是直接从个別生物体中采集的DNA。当各种生物体与环境相互作用时，DNA会从各种来源，排出至环境中累积。 
近年来，环境DNA應用在偵測原本無法發現的濒危野生动物。 2020年，人类健康研究人员利用环境DNA技术追踪COVID-19大流行。 
环境DNA 的樣本来源包括但不限于粪便、粘液、配子、蛻皮、尸体和毛发。 通过高通量DNA 测序方法（称为宏基因组学、元DNA条形码和单一物种检测），分析样品，快速监测和测量生物多样性。为了進一步辨識样品中的生物体，使用元DNA条形码分析样，并透過DNA文库（例如BLAST）確認存在哪些生物体。 
环境DNA的元条形码是种评估生物多样性的新方法，其中通过水、沉积物或空气从环境中提取样本，从中提取 DNA，然后在聚合酶链式反应中使用通用或通用引物进行扩增，并使用下一代测序进行测序，以生成数千个样本数以百万计的阅读量。根据这些数据，可以确定物种的存在，并评估总体生物多样性。它是一种跨学科方法，将传统的实地生态学与深入的分子方法和先进的计算工具结合在一起。 
环境DNA 分析具有巨大的潜力，不仅可以监测常见物种，还可以从基因上检测和识别可能影响保护工作的其他现存物种。 这种方法允许在不需要收集活生物体的情况下进行生物监测，从而能够研究侵入性、难以捉摸或濒临灭绝的生物体，而不会给生物体带来人为压力。获取这些遗传信息对于了解种群规模、物种分布以及尚未详细记录的物种的种群动态做出了重要贡献。重要的是，与传统采样方法相比，环境DNA 通常更具成本效益。  环境DNA 样本的完整性取决于其在环境中的保存。
环境DNA样本均可从諸多環境提取，如土壤、永久冻土、淡水和海水等经过充分研究的宏观环境，以及各环境下子环境。 子环境的环境DNA採樣，如淡水采样、海水采样、陆地土壤采样（苔原永久冻土）、水生土壤采样（河流、湖泊、池塘和海洋沉积物） ，或其他無法以一般程序採樣的环境。 
2022年12月7日，《纽约时报》称，格陵兰发现了200万年前的环境DNA，是迄今为止发现的最古老的DNA。